# Jour de l'Évacuation (New York)
Pour l’article homonyme, voir Jour de l'Évacuation.
Le Jour de l'Évacuation (Evacuation Day en anglais) a eu lieu le 25 novembre 1783 lors du départ de Manhattan des troupes stationnées à New York, dernier vestige de l'autorité britannique aux États-Unis, marquant ainsi le dernier chapitre de la révolution américaine. Le dernier tir de la guerre d'indépendance des États-Unis est rapporté comme ayant été tiré ce jour-là, quand un artilleur britannique tira, depuis un des navires sur le départ, un coup de canon sur la foule qui moquait les Anglais, rassemblée sur le rivage de l'île de Staten Island, à l'embouchure du port de New York ; le boulet tomba bien avant d'atteindre la rive.

## Contexte
À la suite du premier grand combat de la guerre d'indépendance américaine, entre les troupes de l'armée continentale et britanniques, lors de la bataille de Long Island (connue aussi sous le nom de « bataille de Brooklyn »), le 27 août 1776, le général George Washington et l'armée continentale battent en retraite sur l'île de Manhattan. Les Continentaux se replient vers le nord et l'ouest puis après la bataille de Fort Washington le 16 novembre 1776, évacuent l'île. Jusqu'à la fin de la guerre d'indépendance, la grande partie de ce qu'est aujourd'hui le grand New York et ses alentours sont sous contrôle britannique. La ville de New York (occupant alors seulement la pointe sud de Manhattan) devient, sous Richard Howe et son frère William Howe, le centre des opérations politiques et militaires britanniques en Amérique du Nord.
Dans le même temps, la région devient le point central du développement du réseau de renseignement des Patriots, dirigé par Washington en personne. Le célèbre Nathan Hale a été l'un des agents de Washington travaillant à New York, bien que les autres agents aient eu généralement plus de succès que Hale.
La ville est victime de deux incendies dévastateurs d'origine inconnue pendant l'occupation britannique. Ces évènements font que les forces britanniques et les loyalistes éminents décident d'occuper les bâtiments intacts, laissant aux citadins les ruines fumantes et des conditions de vie misérables. S'ajoutent à cela les quelque 10 000 soldats et marins patriots qui meurent pendant l'occupation britannique à la suite de manque de soins volontaire sur les bateaux prisons mouillés dans les eaux de New York. Plus de Patriots moururent sur ces bateaux que dans l'ensemble des batailles de la guerre réunies,,,,,,,,. Le sort de ces hommes est commémoré, et beaucoup de leurs dépouilles sont inhumées au Prison Ship Martyrs' Monument (en) dans Fort Greene Park (en) à Brooklyn, qui surplombe le site proche de leurs tourments.

## L'évacuation
Au cours du mois d'août 1783, Sir Guy Carleton reçoit des ordres de Londres pour procéder à l'évacuation de la ville de New York. Il déclare au président du Congrès continental qu'il va procéder à l'évacuation des réfugiés, des esclaves libérés ainsi que du personnel militaire aussi vite que possible, mais qu'il ne lui est pas possible de fournir une date exacte car le nombre de réfugiés entrés dans la ville a grandement augmenté. Plus de 29 000 réfugiés loyalistes seront ainsi évacués de la ville. Les Britanniques évacuent aussi d'anciens esclaves qu'ils ont libérés des Américains et qu'ils refusent de renvoyer à leurs propriétaires, dérogeant ainsi à un des termes prévus par le traité de Paris de 1783.

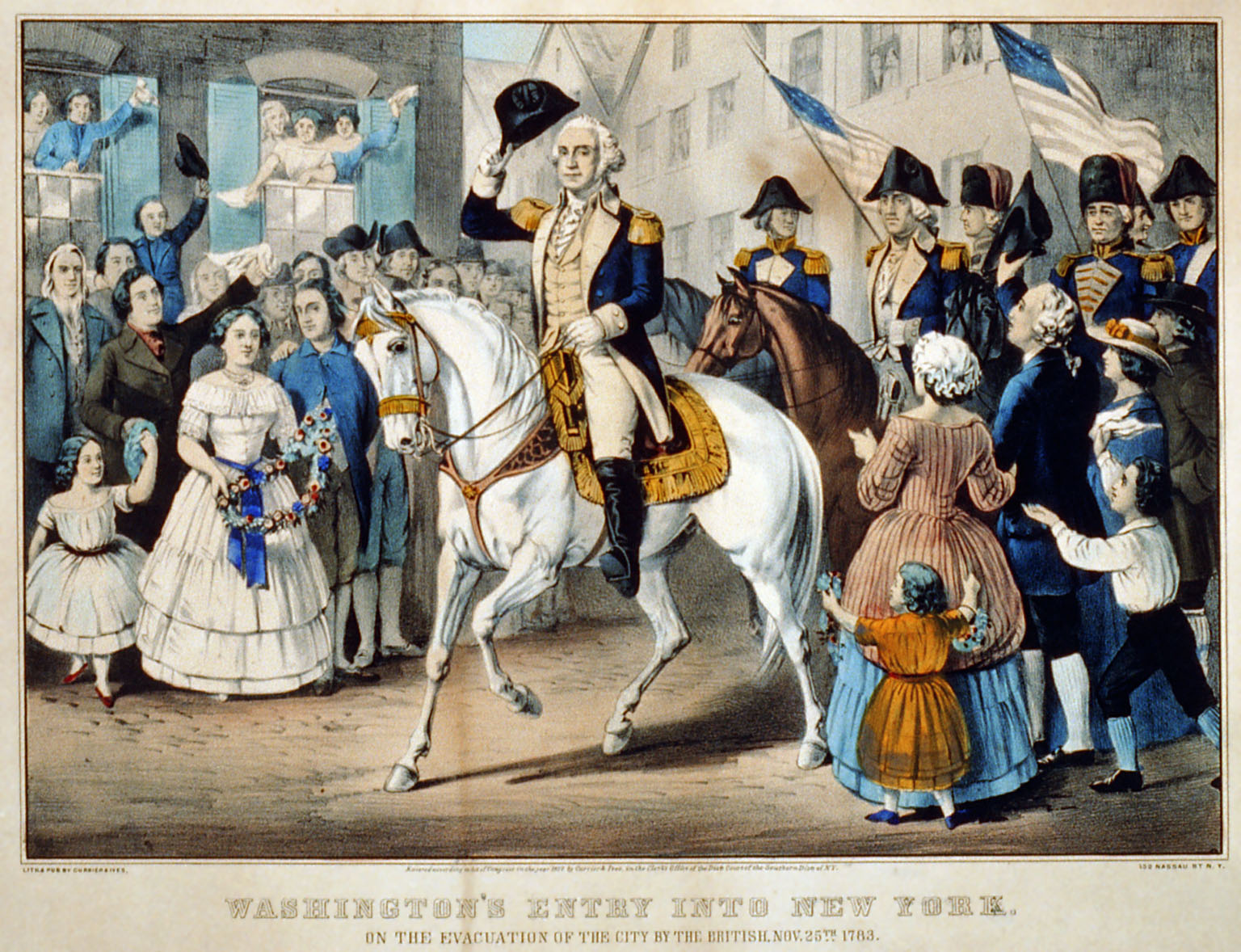
Entrée de Washington dans New York par Currier & Ives

Carleton communique comme date d'évacuation finale le 25 novembre à midi. L'entrée de George Washington dans la ville est retardée jusqu'à ce qu'un drapeau britannique flottant toujours sur la ville soit retiré. Ce dernier est cloué à une hampe dans Battery Park à l'extrémité sud de Manhattan. La hampe aurait été graissée. Après les tentatives de plusieurs hommes qui échouent à descendre les couleurs britanniques (symbole de tyrannie pour les Patriots), des taquets en bois sont coupés et cloués au poteau et, à l'aide d'une échelle, un vétéran du nom de John Van Arsdale est à même d’escalader la hampe, de décrocher le drapeau et de le remplacer par le Stars and Stripes et ce avant que la flotte britannique ne soit hors de vue,,. Le général George Washington mène alors l'armée continentale dans une marche triomphale de Broadway jusqu'à Battery immédiatement après.
Sir Guy Carleton, Andrew Elliot (en) le gouverneur nommé par les Britanniques et quelques anciens autres officiels quittent la ville le 4 décembre. Washington lève le camp peu de temps après le départ des Britanniques.
Mais même après le Jour de l'Évacuation, les troupes britanniques restent stationnées dans des forts frontaliers dans des zones clairement définies par le traité de Paris comme étant sur le territoire des États-Unis. La Grande-Bretagne continuera à maintenir une présence dans le nord-ouest jusqu'en 1815, période à laquelle prend fin la guerre anglo-américaine de 1812.

## Commémorations

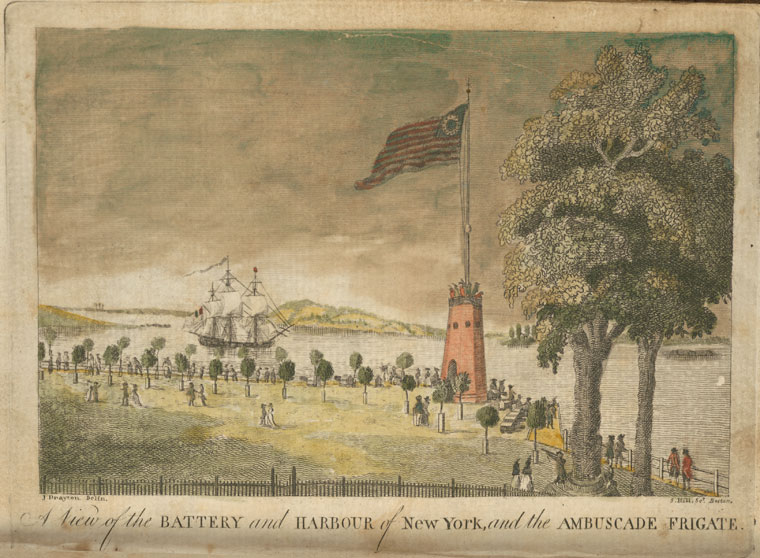
Une vue de la batterie, où l'on peut voir des arbres récemment plantés. La base du mât du drapeau, décrite par Washington Irving comme une gigantesque « baratte », fut construite en 1790. New York Historical Society collection.

Pendant plus d'un siècle, cet évènement est célébré tous les ans tout d'abord par une épreuve durant laquelle des jeunes hommes se mesurent en essayant de détacher un drapeau britannique d'une hampe graissée dans Battery Park, ainsi que par des festivités alcoolisées. Mais, la commémoration au niveau national commence à décliner après qu'Abraham Lincoln, dans sa proclamation du jour de Thanksgiving, le 3 octobre 1863, appelle tous les Américains « de chaque endroit des États-Unis, de même que ceux qui sont en mer et ceux qui séjournent à l'étranger, à célébrer l'Action de grâce le dernier jeudi de novembre prochain,. ». Le jeudi en question tombe cette année-là le 26 novembre, donc tous les évènements tombant aux alentours ou le 25 novembre deviennent jour de Thanksgiving à compter de cette époque.
Dans les années 1890, l'anniversaire est fêté à New York à Battery Park avec la montée du Stars and Stripes par Christopher R. Forbes, l'arrière-petit-fils de John Van Arsdale, et avec l'assistance d'une association civile de Manhattan de vétérans de la guerre (les Anderson Zouaves (en)). John Lafayette Riker, le commandant initial des Anderson Zouaves, est aussi le petit-fils de John Van Arsdale. Le frère ainé de Riker est le généalogiste new-yorkais James Riker, qui écrivit Evacuation Day, 1783 pour la spectaculaire fête du 100e anniversaire en 1883, qui fut notée comme « un des plus grands évènements civiques du XIXe siècle de la ville de New York ».
En 1900, Christopher R. Forbes se voit refuser l'honneur de hisser le drapeau à Battery le jour de l'Indépendance et le jour de l'Évacuation et à compter de là, il semble que plus jamais, lui ou une autre association de vétérans associée avec la famille Van Arsdale-Riker, ou bien les Anderson Zouaves, ne prendra part à la cérémonie après cet incident. À la suite du réchauffement des relations avec la Grande-Bretagne juste avant la Seconde Guerre mondiale, la célébration de ce jour disparait.
Bien que peu fêtée durant le siècle précédent, le jour de l'Évacuation est commémoré le 25 novembre 2008 avec des illuminations dans le New Jersey et New York sur les principaux sites clés,,. Les projecteurs sont une commémoration moderne des feux qui servaient alors de système d'alerte dans beaucoup de ces mêmes lieux pendant la révolution. Les sept sites associés à la guerre d'Indépendance dans le New Jersey sont : Beacon Hill à Summit, la réserve de South Mountain à South Orange, Fort Nonsense à Morristown, Washington Rock à Green Brook, les phares de Navesink, et la forêt d'État de Ramapo Mountain près d'Oakland. Cinq lieux new yorkais participaient à la commémoration : le parc d'État de Bear Mountain, le parc d'État de Storm King, Scenic Hudson's Spy Rock (Snake Hill) à New Windsor, le Washington's Headquarters State Historic Site à Newburgh et Scenic Hudson's Mount Beacon.